# Nakensvansade bältor
Nakensvansade bältor (Cabassous) är ett släkte i familjen bältdjur med fyra arter. Som namnet antyder är deras svans inte pansrade som hos andra arter i familjen.

## Utbredning och habitat
Arterna av släktet förekommer från södra Mexiko till norra Argentina. Habitatet utgörs av gräsmark samt skogar och torra områden.

## Kännetecken
Dessa bältor är nära släkt med jättebältan och har de flesta kännetecken gemensam med denna art, förutom storleken och den nakna svansen. Ryggens pansar har 10 till 13 rörliga segment och en mörkbrun till svart färg. Kroppens undersida är gulaktig till vitt. Vid de främre extremiteterna finns fem tår med klor och den mellersta klon är särskilt bra utvecklad. Nosen är kort och bred. Arterna når en kroppslängd (huvud och bål) mellan 30 och 50 centimeter och därtill kommer en 10 till 20 centimeter lång svans. Vikten ligger vanligen mellan 2 och 6 kilogram.

## Ekologi
Nakensvansade bältor finns ofta nära floder och de skapar sina bon främst vid strandlinjen. De vilar på dagen i sina bon och letar på natten efter föda. När de går fördelas vikten på framtassarnas klor samt på bakfötternas sulor. De har även bra simförmåga. Vid fara försöker de huvudsakligen att springa till sina bon. Vanligen lever varje individ ensam men i fångenskap hölls mindre grupper tillsammans utan problem.
Födan utgörs nästan uteslutande av insekter, främst myror och termiter. Med sina klor bryter de in i insekternas bon och använder sin långa tunga för att slicka sina byten. De har bra luktsinne för att hitta födan.
Det är nästan ingenting känt om arternas sätt att fortplanta sig. Den enda ungen per kull väger vid födelsen cirka 100 gram.

## Arter
Arter enligt Wilson & Reeder (2005):
- Cabassous centralis, är den andra arten i familjen som förekommer även utanför Sydamerika, den finns från södra Mexiko till Colombia och Venezuela.
- Cabassous chacoensis, är den minsta arten i släktet, lever i regionen Gran Chaco i Bolivia, Paraguay och norra Argentina.
- Cabassous unicinctus, finns från Venezuela till sydöstra Brasilien, är med en vikt upp till 6,5 kg den största arten i släktet.
- Cabassous tatouay, liknar den förut nämnda arten, lever i sydöstra Brasilien, Paraguay och Uruguay.